# Avlabari (tunnelbanestation)
| Urban station on track |

| Urban station on track |

| Urban station on track |

| Urban station on track |

| Urban station on track |

| Urban station on track |

| Urban station on track |

| Unknown BSicon "utTHSTto" |

| Urban station on track |

| Urban station on track |

| Urban station on track |

| Urban station on track |

| Urban station on track |

| Urban station on track |

| Urban station on track |

| Urban station on track |

| Urban station on track |

| Urban station on track |

| Urban station on track |

| Urban station on track |

| Urban station on track |

| Urban station on track |

| Urban station on track |

| Unknown BSicon "utTHSTto" |

| Urban station on track |

| Urban station on track |

| Urban station on track |

| Urban station on track |

| Urban station on track |

| Urban station on track |

| Urban station on track |

| Urban station on track |

Avlabari (georgiska: ავლაბარი) är en station på Achmeteli-Varketililinjen i Tbilisis tunnelbana. Stationen ligger mellan stationerna Tavisuplebis moedani och 300 Aragveli i stadsdelen Avlabari i gamla Tbilisi.
Stationen öppnades den 6 november 1967 på 50-årsdagen till oktoberrevolutionen. Under år 2007 renoverades stationen fullständigt. Den 29 januari 2009 uppstod en brand i närheten av stationen, ingen skadades, men till följd av branden uppstod en kortslutning i tunnelbanan.